# Gravina in Puglia
Gravina in Puglia es una localidad italiana de la provincia de Bari, región de Puglia, con 44.254 habitantes.

## Evolución demográfica
| Gráfica de evolución demográfica de Gravina in Puglia entre 1861 y 2001 |
|                                                                         |
| Fuente ISTAT - elaboración gráfica de Wikipedia                         |